# Auto
Een auto of automobiel ('zelfbewegend', namelijk rijtuig zonder trekdier) (automobiel uit Grieks auto- 'zelf' en Latijn mobile 'bewegend') is een zelfstandig voortbewegend, rijdend vervoermiddel.
Voor de aandrijving worden hoofdzakelijk verbrandingsmotoren toegepast die gebaseerd zijn op de verbranding van fossiele brandstoffen. Andere aandrijvingen zijn de hybride aandrijving, en de elektrische aandrijving (elektromotor) met accu’s of een brandstofcel als energiebron.
In de loop der jaren zijn er talloze automerken en nog meer modellen op de markt verschenen.
Door het aantal auto’s en het intensief gebruik daarvan, doen er zich files voor, voornamelijk bij zogenoemde knooppunten.
In Nederland dienen motorvoertuigen regelmatig een algemene periodieke keuring (apk) te ondergaan om aan het verkeer te mogen deelnemen. In België gaat het om de automobielinspectie.
Daar de auto ontwikkeld is uit onder andere het rijtuig, werden vroeger de carrosserieën van auto's gemaakt van hout, leder en riet (voor zover bekend alleen de Hanomag 2/10 PS, ook wel Kommissbrot genoemd, de Beacon en de Bisacar). Later werd metaal of kunststof gekozen voor de carrosserie. Een personenauto heeft meestal vier wielen die voorzien zijn van luchtbanden (radiaalbanden om precies te zijn). Een enkele keer komen drie, zes of acht wielen voor.

## Geschiedenis

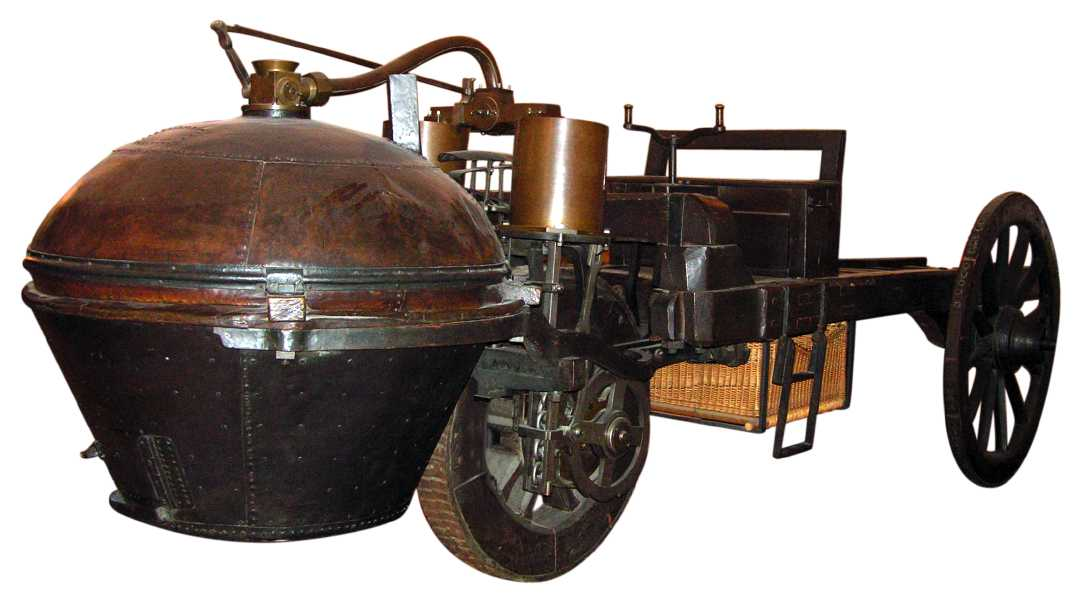
Stoomauto van Cugnot uit 1771, Musée des Arts et Métiers, Parijs

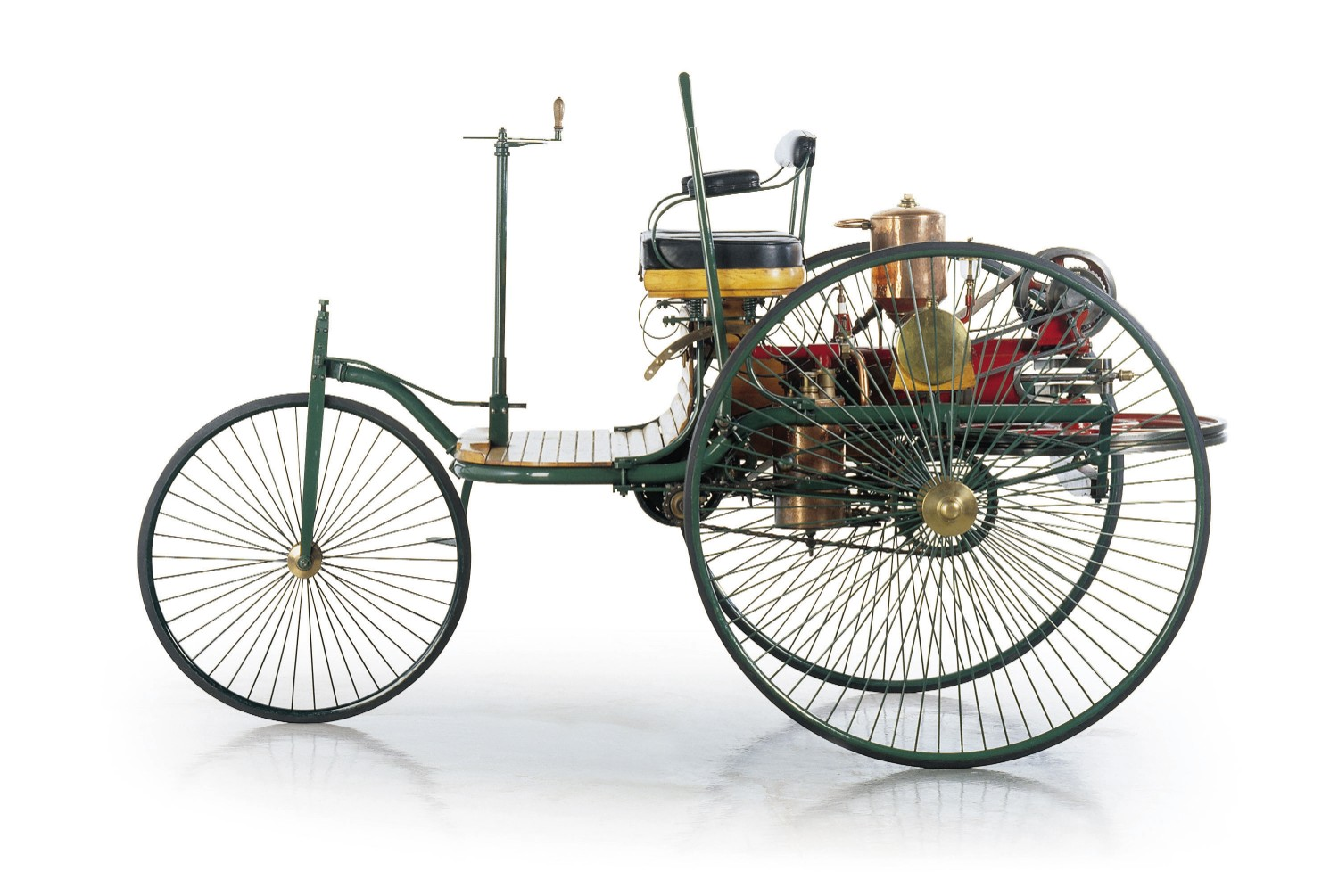
De eerste auto met een benzinemotor werd door Benz ontwikkeld in 1885

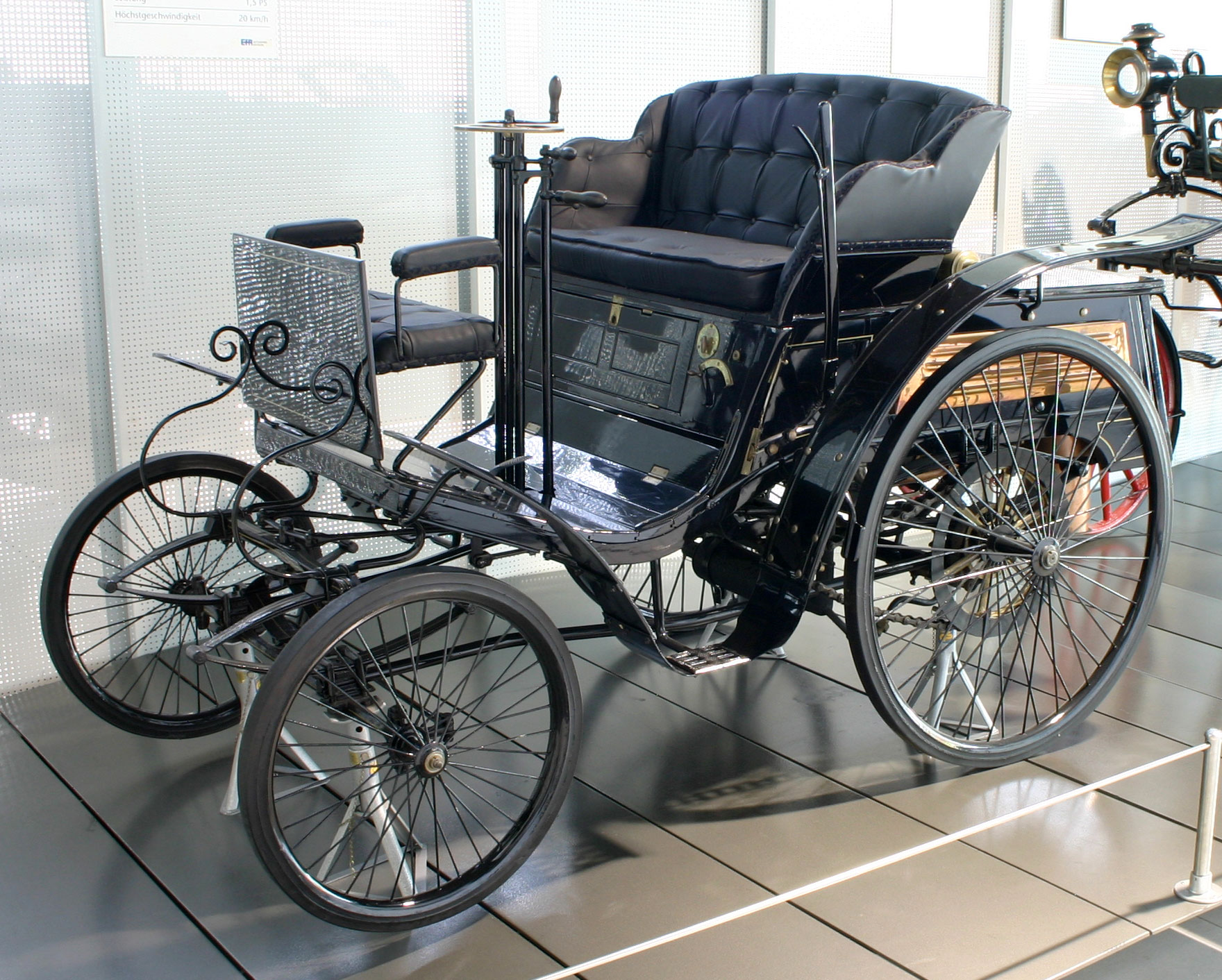
Carl Benz' "Velo"-model uit 1894

Het woord automobiel is een Frans leenwoord en komt van automobile. Dit komt weer uit het Grieks en Latijn. Het eerste deel van het woord (auto) komt van het Griekse αυτος en betekent zelf. Het tweede deel van het woord (mobile, mobiel) komt van het Latijnse movere en betekent bewegen. De automobiel zoals wij hem nu kennen ontstond geleidelijk uit de door paarden getrokken rijtuigen en de fiets.
- De allereerste voorloper van de auto's waren wellicht de zeilwagens, die in de 18e eeuw in Europa onder gunstige omstandigheden reeds een zeer behoorlijke snelheid konden bereiken. Er zijn zelfs bronnen, die aangeven dat er onder de Egyptische farao Amenemhat III, in het tweede millennium vóór Christus, al zeilwagens bestonden.
- Voordat de moderne verbrandingsmotor werd toegepast, gebruikte men eerst nog stoommachines. Een van de bekendste ontwerpers van de stoomauto is Nicolas Joseph Cugnot (1725-1804). Deze officier gebruikte zijn stoomauto voor opdrachten binnen het leger. Ook Gurney ontwierp een stoomauto in 1832 voor de verbinding tussen Gloucester en Cheltenham in Engeland. De gangbare snelheid was toen ongeveer 25 kilometer per uur. Eenzelfde ontwikkeling was te zien in Nederland waar Sibrandus Stratingh uit Groningen in 1834 een (succesvol) experiment deed met een stoomauto. Tot aan de uitvinding van de verbrandingsmotor ontwikkelde de stoomauto zich geleidelijk, maar hij kon niet op tegen de verbrandingsmotor. De voordelen van deze motor waren voornamelijk een veel lager gewicht en minder brandstofverbruik voor meer vermogen. Hiermee was de opmars van dit type motor niet meer te stuiten.
- François Isaac de Rivaz, een Zwitserse uitvinder, ontwierp de eerste verbrandingsmotor met waterstofgas als brandstof in 1806. In 1862 bouwde de Belg Etienne Lenoir zijn eerste auto, de hippomobile, met een waterstofverbrandingsmotor. Pas toen de Duitser Nicolaus Otto in 1878 verbeteringen aanbracht werd de gasmotor van Lenoir een commercieel succes. Verdere grote aanpassingen werden gedaan door zijn landgenoot Gottlieb Daimler met zijn patent op de eerste succesvolle hogesnelheidsverbrandingsmotor (1885). De grootste verbeteringen aan de zware oliemotor zijn gedaan door Rudolf Diesel, eveneens uit Duitsland, die zijn eerste patenten kreeg in 1892. Tegen het einde van de 19e eeuw was de verbrandingsmotor de grote concurrent van de stoommachine in industrie en transport.
- Carl Benz bouwde in 1885 de (driewiel)auto uitgerust met een benzinemotor. Dit voertuig was de start voor de ontwikkeling en doorbraak van dit type verbrandingsmotoren.
- De eerste in België gebouwde auto was de Vincke en de eerste in Nederland gebouwde auto de Eysink.
- Welk merk auto de eerste personenauto in Nederland was is niet bekend, maar wel bekend is dat de industrieel Jos Bogaers de auto had gekocht en op 19 december 1895 zou hebben bereden.[1]

## Typen auto's

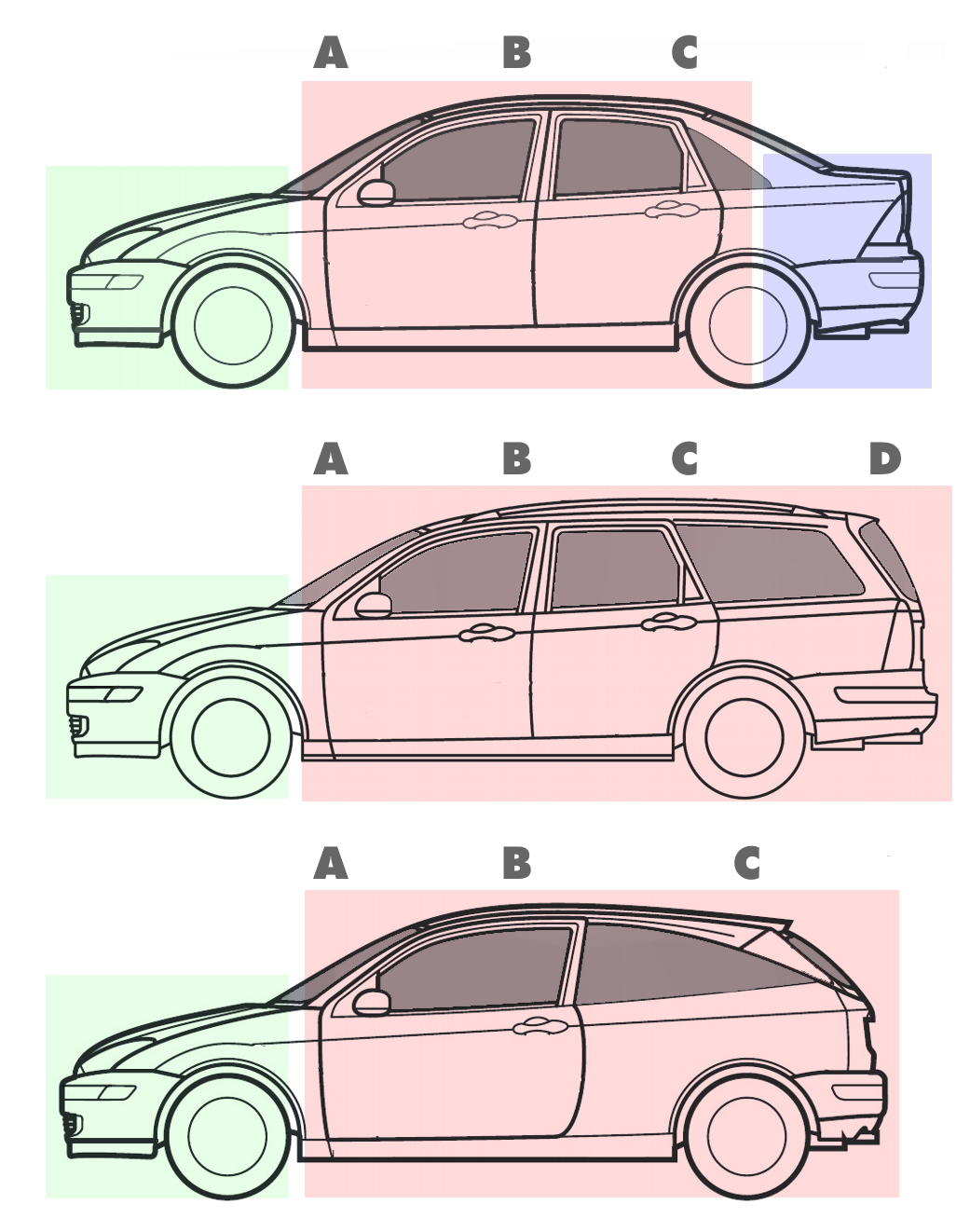
Van boven naar beneden: Sedan, Stationwagen, Hatchback

Er zijn verschillende typen auto's. Behalve vrachtauto's, bestelauto's, campers en bussen zijn er verschillen in de personenauto's.
- Sedan; is een carrosserievorm met twee of vier portieren en een kofferdeksel waarbij de bagageruimte meestal niet via het bestuurdersgedeelte bereikt kan worden. Aan de buitenkant te herkennen aan drie "compartimenten", vooraan laag waar de motor zit, in het midden hoog waar de passagiers zitten, aan de achterkant weer laag waar zich (meestal) de kofferbak bevindt.
- Sportsedan; een auto-type met krachtige motoren dat de prestaties levert van een sportwagen, maar de carrosserie en afmetingen heeft van een sedan.
- Hatchback; een auto waarbij het bestuurdersgedeelte via de bagageruimte/kofferbak bereikt kan worden. De bagageruimte is geen afzonderlijk afgesloten kofferruimte. Ook wel aangeduid als drie- of vijfdeurs. Herkenbaar aan twee "compartimenten", 1 voor de motor en een hogere voor de passagiers.
- Stationwagen; ook wel (station)wagon, stationcar, combi, estate, break: een auto die wat grootte betreft vaak even lang als de sedanuitvoering is en wat vorm betreft een verlengde hatchback.
- Terreinauto; een auto die door middel van vierwielaandrijving, sperdifferentieel alswel hoge en lage gearing geschikt is om off-road te rijden.
- SUV; ook wel sports utility vehicle: een terreinauto waarbij rijeigenschappen en comfort zijn geoptimaliseerd voor gebruik op het asfalt.
- MPV; ook wel Multi-Purpose Vehicle: een auto geschikt voor meerdere personen en doeleinden. Bagage wordt in het gedeelte van de inzittenden geplaatst.
- Coupé; een (meestal op een sedan gebaseerde sportieve) uitvoering van een auto, met een daklijn die achter de voorstoelen begint af te lopen richting kofferbak.
- Cabriolet; een auto waarvan het dak verwijderd kan worden zodat een open auto ontstaat. Enkel een variant met een stoffen dak heet cabriolet. Modellen met een stalen vouwdak heten coupé-cabriolet (vaak CC genoemd, zoals de 207CC), feitelijk een soort cross-over.
- Sportwagen; een meestal op een raceauto gebaseerde straatauto met veel vermogen.
- Cross-over; zo worden uitvoeringen genoemd die niet een in hokje te plaatsen zijn en een mix van verschillende modellen zijn, bijvoorbeeld de Nissan Qashqai (kruising MPV en SUV). Feitelijk is de MPV een crossover tussen stationwagon en SUV, maar dit werd zo'n populair model dat het een eigen benaming kreeg. Er zijn steeds meer mengelmoesjes van stijlen op de markt, zoals SSUV (Super Sports Utility Vehicle), MAV (Multi Activity Vehicle) of CUV (Crossover Utility Vehicle). Vaak is dit marketingjargon.
- Mule dit is een type auto dat niet te koop is. Het is namelijk een voorloper van een nieuw model, maar met een 'oude' koets eroverheen.
- Prototype, een meestal handgemaakt eerste model, soms om meningen te peilen, voor een nieuw te maken model auto.

### Segmenten
Afhankelijk van grootte, inzetbaarheid en doelgroep wordt een personenauto in een bepaald segment ingedeeld. Hierdoor kunnen prijzen en prestaties van auto's van verschillende merken, maar ingedeeld in hetzelfde segment, onderling beter vergeleken worden. Ook is het mogelijk de verkoopcijfers van verschillende merken te vergelijken en gerichte marketingacties te ondernemen naar de verschillende doelgroepen.
Dwergauto's (oftewel microcars) behoren tot de categorie allerkleinste auto's.
Het A-segment (de miniklasse oftewel 'stadsauto's') en B-segment (vaak aangeduid als de compacte klasse) zijn de kleinere auto's. De C- en D-segmenten zijn de gangbaarste types voor de middenklasse. Vanaf het E-segment zijn meestal de grotere en luxueuzere executive-type auto's, onder andere de topklasse. De J- tot en met L-segmenten zijn vaak de grotere MPV of minibussen, waarvan het L-segment vaak de SUV's en de 4x4 offroadvoertuigen zijn.

### Deur of klep
Bij de omschrijving van modellen van personenauto’s wordt naast het carrosserietype vaak gesproken over twee, drie, vier, of vijf deuren. Bij deze vorm van naamgeving is het belangrijk een onderscheiding te maken tussen klep en deur. Het verschil zit hem in het feit dat men zich met een deur toegang kan verschaffen tot het passagiersgedeelte van de auto. Ook kan men stellen dat als het raam mee opengaat met de opening er sprake is van een deur. Een auto heeft een 3e of 5e deur indien met het openen ervan het passagiersgedeelte wordt geopend. Wanneer aan de voor- of achterzijde van de auto toegang wordt verschaft aan een onafhankelijke ruimte spreekt men van een klep. Dit betreft dan de toegang tot de motorruimte of de kofferruimte.
Een sedan heeft vaak een motorklep (of -kap) aan de voorkant en een kofferklep aan de achterkant, maar daarop zijn uitzonderingen; er zijn namelijk ook automodellen waarbij de motor achter in de auto is geplaatst. Een bekend voorbeeld hiervan is de Volkswagen Kever die de kofferruimte aan de voorkant heeft en de motor achter in de auto.

## Bediening
Auto's zijn uitgerust met bedieningselementen voor handen en voeten om de auto te besturen en het comfort te regelen. Deze omvatten een stuur, pedalen om te remmen en gas te geven, en, bij een handmatige versnellingsbak, de koppeling te bedienen, een handrem en een versnellingspook. Daarnaast bevat een auto rondom het stuur een aantal hendels voor de richtingaanwijzers, koplamp, achterlicht, ruitenwissers en verwarming. Het dashboard geeft hierbij een overzicht van de status van de auto.
In de loop van tijd zijn enkele bedieningselementen door automatische regelingen vervangen zoals een startmechanisme, achteruitrijlicht en in sommige gevallen een automatische versnellingsbak. Een verdere ontwikkeling is Intelligent Speed Assistance (ISA), een systeem dat de bestuurder feedback geeft over de gekozen snelheid en de geldende maximumsnelheid. Bij auto's vanaf ongeveer 2010 zijn de meeste bedieningselementen niet mechanisch verbonden, maar zijn aangesloten op een elektronische CAN-bus en een boordcomputer die onder meer de remmen en de motor van de auto aanstuurt. Door deze elektronische aansturing is adaptive cruise control en een antiblokkeersysteem mogelijk. Bij een stuurbekrachtiging met servomotor is een lane keeping systeem mogelijk waarbij de auto zichzelf stuurt. Met de ontwikkeling van sensoren is hierdoor op den duur een zelfrijdende auto mogelijk waarbij de bediening zich kan beperken tot het ingeven van een eindpunt.

## Motor
De plaatsing van de motor in een auto is meestal voorin de auto, in uitzonderingsgevallen is de motor achter in de auto geplaatst zoals bij de Volkswagen Kever, de Porsche 911 en veel modellen van Smart. Het weggedrag van de auto wordt beïnvloed door het gewicht van de motor achter of voorin de auto. Meest ideaal is een middenmotor omdat een dergelijke auto het minst last heeft van onderstuur of overstuur.
Verschillende type motoren worden gebruikt voor de aandrijving van de auto.

### Verbrandingsmotor

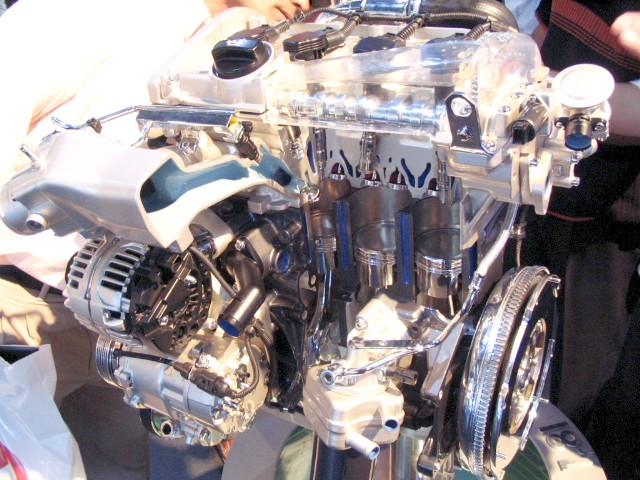
Verbrandingsmotor

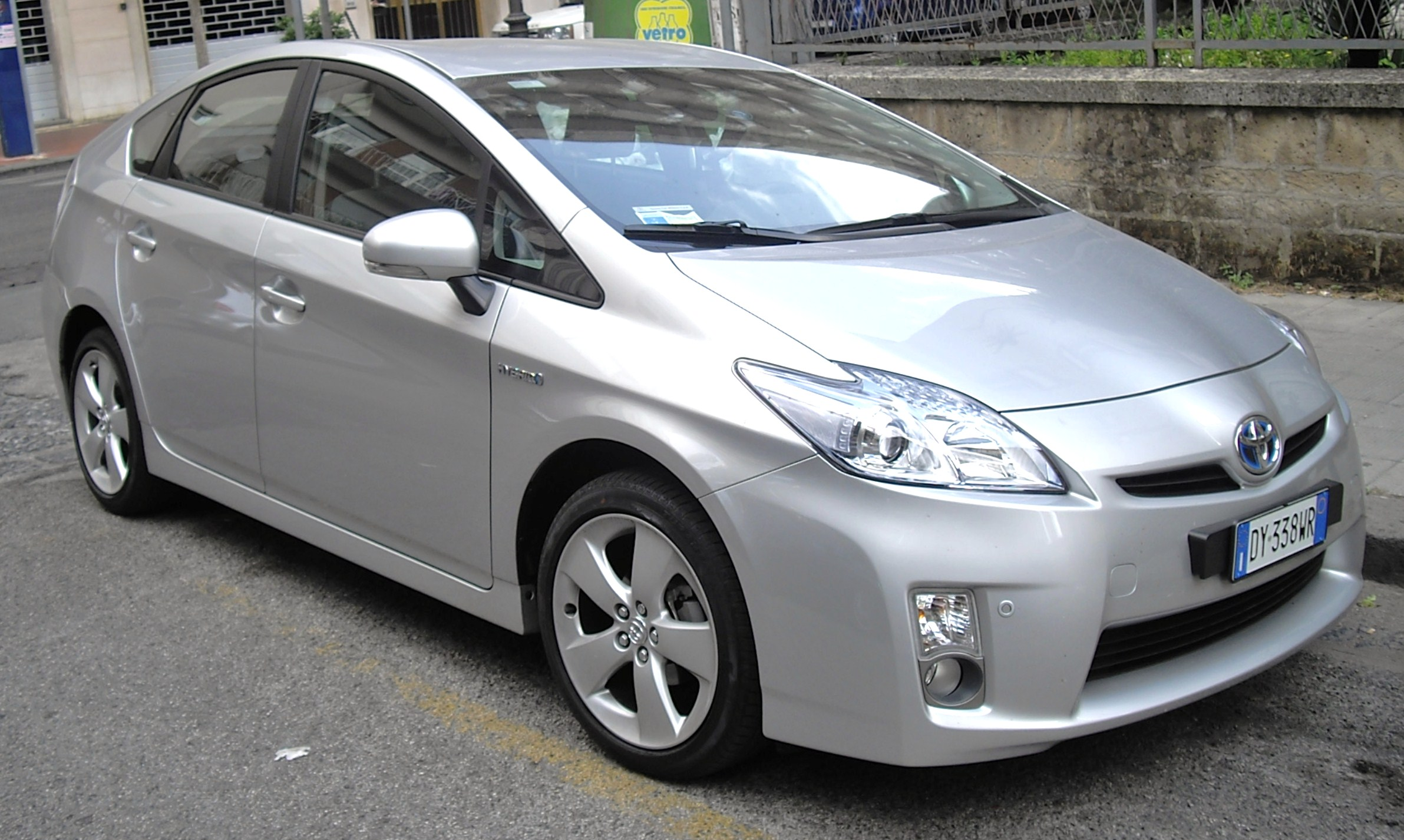
De Toyota Prius, een hybride auto

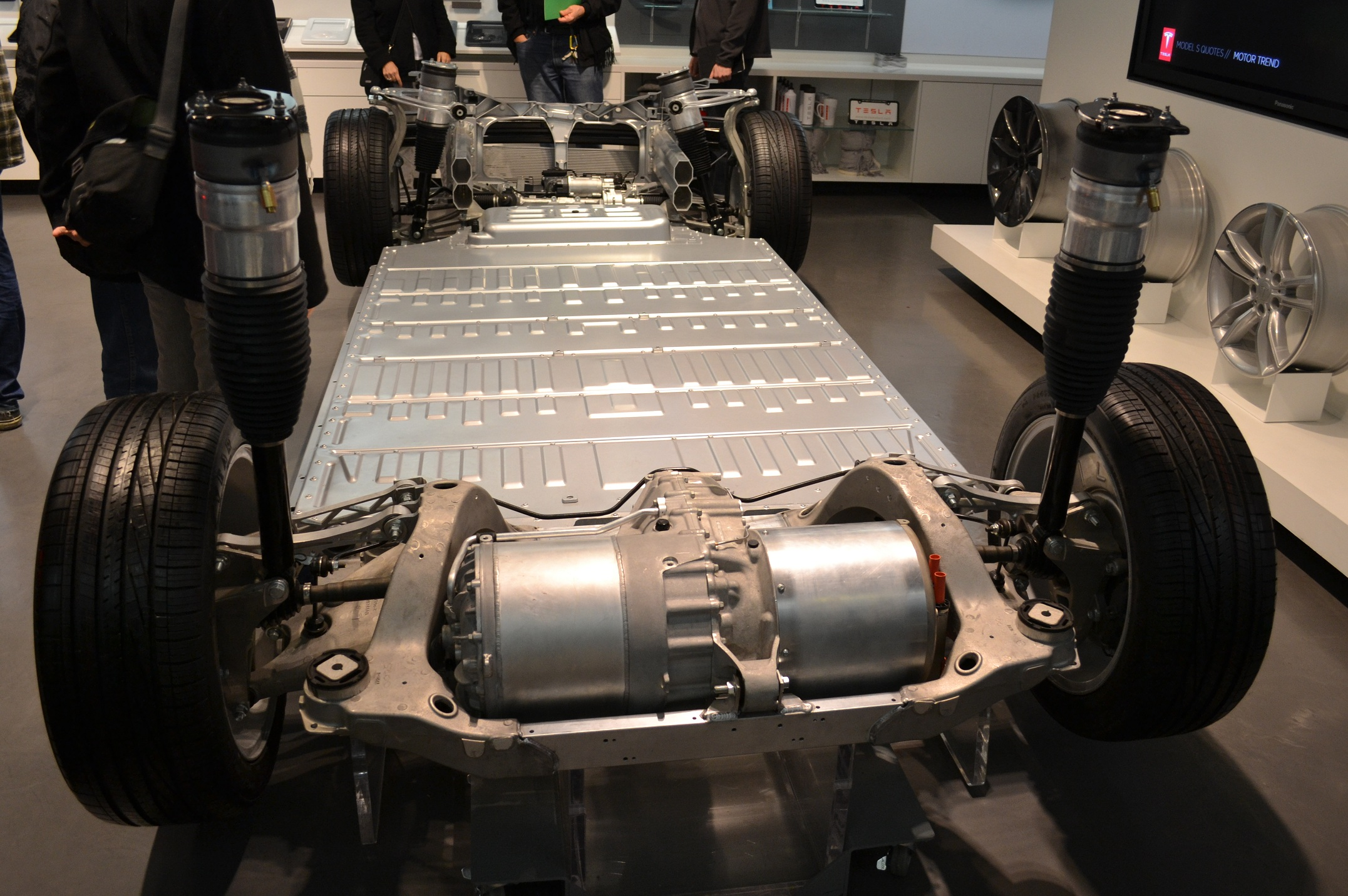
Elektromotor in de Tesla model S

Een auto wordt meestal aangedreven met behulp van een verbrandingsmotor. Een verbrandingsmotor ontleent zijn energie aan de (explosieve) verbranding van benzine, diesel, autogas (lpg) of een andere brandstof. Deze brandstoffen zijn onder andere te koop bij tankstations.
In het geval van een mengselmotor wordt benzine (of bijvoorbeeld autogas) in een speciale kamer (cilinder) tot ontploffing gebracht door een bougie. De explosie drukt een zuiger naar beneden die de krukas aandrijft en vervolgens wordt die beweging overgebracht aan de wielen.
In het geval van een dieselmotor wordt diesel in eenzelfde soort speciale kamer tot ontbranding gebracht door de diesel onder hoge druk in de kamer te spuiten. De ontbranding drukt een zuiger naar beneden die de krukas aandrijft, waarna vervolgens de beweging wordt overgebracht op de wielen.
De reststoffen van het verbrandingsproces dat in de motor plaatsvindt worden via de uitlaat afgevoerd. Tegenwoordig worden hier strenge eisen aan gesteld. Verbrandingsmotoren die draaien op ethanol, methanol, biomassa en soortgelijke technologieën doen de laatste tijd meer en meer hun intrede.

### Elektromotor

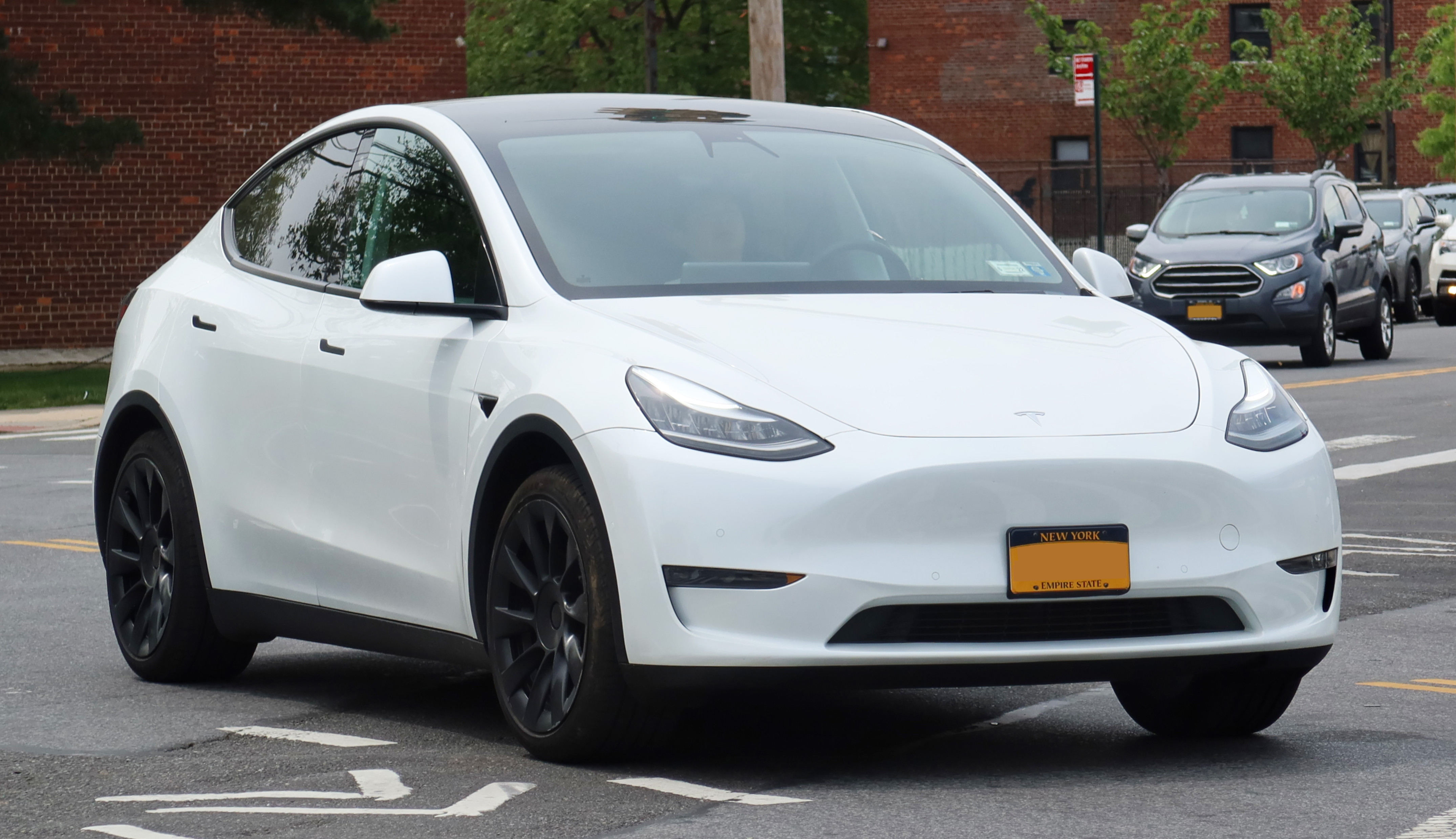
Een Tesla Model Y, de best verkochte elektrische auto van 2023

De steeds strengere milieuwetgeving, technologische ontwikkeling, de vraag vanuit de markt en een langeretermijnstrategie zorgen ervoor dat autofabrikanten steeds meer auto's met elektrische aandrijving produceren, de elektrische auto.

### Hybride
Een andere ontwikkeling is het gebruik van twee motoren, zogenaamde hybrides. De auto heeft dan een verbrandingsmotor voor gebruik buiten de stad en een elektromotor voor in de stad. Voorbeelden hiervan zijn de Honda Insight en de Toyota Prius. Ook de Honda Civic bestaat in hybride uitvoering. Lexus bracht in 2005 de eerste hybride SUV op de Nederlandse markt, de Lexus RX400h.

### Stoommotor
In de beginperiode werden auto's voorzien van een stoommachine. In 2007 werd bekendgemaakt dat men erin geslaagd was een auto op perslucht te laten rijden, de Air Car.

## Wetgeving

### Afmeting en gewicht
Er is een Europese richtlijn van kracht omtrent maximaal toegestane afmetingen en maximaal toegestane gewichten, bijvoorbeeld maximumbreedte 2,55 meter.

### Veiligheid

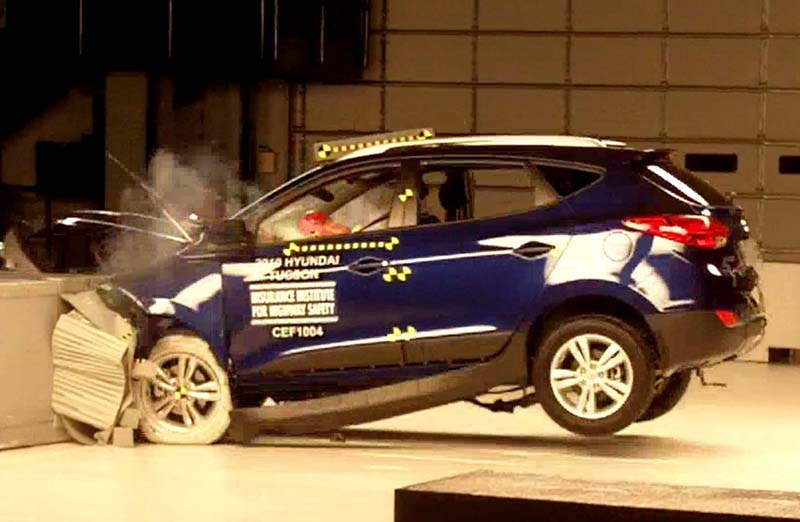
Een botsproef (crashtest) met een Hyundai Tucson GLS

Het eerste verkeersslachtoffer was Mary Ward. Zij verloor het leven op 31 augustus 1869 toen zij uit een stoomauto werd geslingerd en onder de wielen terechtkwam. De eerste voetganger die overleed door een ongeval met een auto was Bridget Driscoll. Zij verloor het leven op 17 augustus 1896 in Londen. Er werd vroeger geen aandacht aan veiligheid besteed. Auto's moesten bedrijfszeker en robuust zijn. Het gebeurde wel dat een auto na een botsing alleen lakschade had, maar de inzittenden dood waren. In de jaren zestig werd onder druk van Ralph Nader en een aantal activisten de eerste wetgeving op het gebied van veiligheid aangenomen.
Nu nog raken elk jaar 50 miljoen mensen gewond en sterven meer dan 1 miljoen mensen aan de gevolgen van auto-ongelukken. In 2017 kwamen er wereldwijd 182 mensen om per 1 miljoen inwoners. Op basis van deze maatstaf was de Europese Unie met 49 slachtoffers de veiligste regio, in Noord-Amerika vielen ruim tweemaal zoveel doden en Afrika was het meest onveilig met 266 doden per 1 miljoen inwoners. In de periode van 2007 tot en met 2017 is het aantal dodelijke slachtoffers in de Europese Unie gedaald van 43.200 naar 25.300 terwijl er 15% meer auto's op de weg zijn gekomen. In Nederland kwamen er 535 mensen om het leven in het verkeer en in België was dit 615 in 2017. Gerelateerd aan het aantal inwoners kwamen er in België 60% meer mensen om dan in Nederland. Om het aantal doden te verminderen bevordert de overheid de verkeersveiligheid door voorlichting, wet- en regelgeving en een boetebeleid. Auto's zelf zijn voorzien van zowel actieve als passieve veiligheidsvoorzieningen. Aan de hand van de crashtests van EuroNCAP worden Europese auto's beoordeeld op hun veiligheid. De hoogste EuroNCAP beoordeling ooit staat op naam van de Alfa Romeo Giulia met een score van 98% (algemene score: 5 sterren).

### Zelfrijdende auto
In 2017 stemde het Nederlandse kabinet in met de Experimenteerwet zelfrijdende auto, waardoor experimenten met zelfrijdende voertuigen zonder bestuurder mogelijk gemaakt worden in Nederland. Fabrikanten krijgen meer mogelijkheden om te testen met zelfrijdende voertuigen met een bestuurder op afstand.

### Milieunormen
In Nederland is de hoogte van de BPM (aanschafbelasting) voor een personenauto afhankelijk van de CO2-uitstoot. Dit is de regel, maar er zijn uitzonderingen voor onder andere bestel- en kampeerauto's. Auto's die geen CO2 uitstoten zijn vrijgesteld van BPM. Voor de rest geldt: hoe hoger de uitstoot, des te hoger de BPM. Personenauto's die meer dan 150 gram per kilometer uitstoten betalen 10.881 euro plus 424 euro per elke gram daarboven. Voor personenwagens met een dieselmotor geldt nog een extra toeslag.
Naast BPM en wegenbelasting worden ook diverse accijnzen en een hoog percentage omzetbelasting op brandstof geheven. De totale belasting op brandstoffen bedraagt in België en Nederland meer dan de helft van de verkoopprijs. Japan kent een vergelijkbare situatie. Daarom zijn Europese en Japanse auto's over het algemeen zuiniger dan die uit de Verenigde Staten, waar de belastingdruk veel lager is.
Als gevolg van het gesloten klimaatakkoord morgen er vanaf 2030 in Nederland geen nieuwe auto's meer worden verkocht die broeikasgassen uitstoten.

### Files
Files vormen een groot probleem in de gehele wereld. Niet alleen is het slecht voor het milieu, het is ook slecht voor de economie en de gemoedstoestand (stress, road-rage). Verschillende regeringen reageren verschillend op het probleem. Oplossingen die (tijdelijk) worden geboden is het verbreden van bestaande wegen, het aanleggen van nieuwe wegen, het aanmoedigen van het gebruik van openbaar vervoer, het aanmoedigen van carpoolen en het duurder maken van het gebruik van de auto.

## Automerken
Op dit moment zijn er over de hele wereld circa 1000 automerken actief, waarbij we onder automerk een bedrijf verstaan, dat in zijn hele geschiedenis minimaal één auto heeft gebouwd, dit is dus zonder tuningbedrijven en pantserbedrijven maar inclusief designstudio's die uitsluitend één of meer prototypes hebben gemaakt.
Zowel in België als in Nederland worden er tussen de 50 en de 100 merken van de huidige 1000 verkocht. In Nederland zijn zestien automerken actief, België kent vijf eigen actieve merken en in Suriname zijn er nog geen automerkhoofdzetels gevestigd. De aanwezigheid van automerken verschilt sterk van land tot land. Het meest populaire automerk in Nederland is in 2021 Volkswagen, door middel van Open Data van de RDW (Dienst Wegverkeer) is het mogelijk om in te zien hoe de automerken momenteel verdeeld zijn onder de Nederlandse autobezitter.

## Invloed van de auto
De auto heeft voor een grote verandering gezorgd op verschillende gebieden. Te denken valt aan dingen als veiligheid, milieu, maar ook zaken als infrastructuur, architectuur en dergelijke.

### Kunst

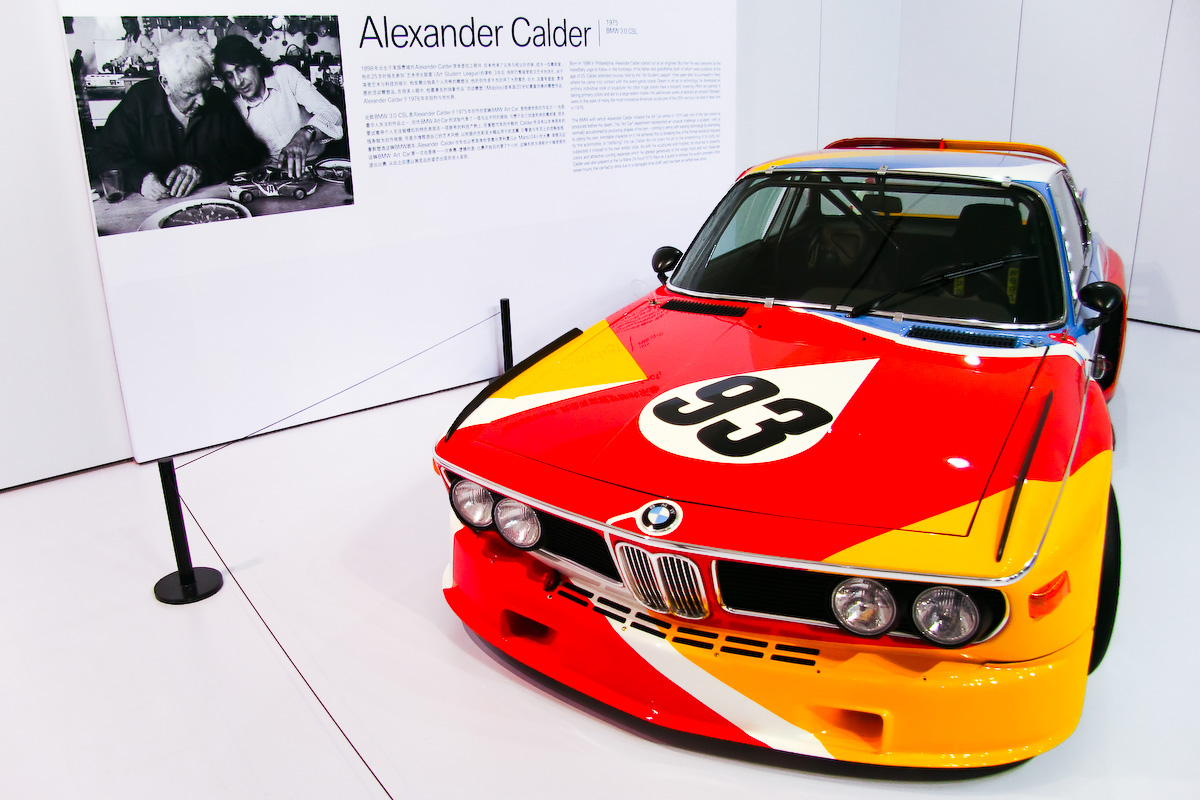
1975 BMW 3.0 CSL, "BMW Art Car", beschilderd door Alexander Calder

De auto heeft invloed gehad op verschillende kunststromingen in de 20e eeuw.
De auto speelt als personage een hoofdrol in onder meer de korte roman Knorrende beesten (1933) van Ferdinand Bordewijk, de Disneyfilms over Herbie (vanaf 1969), de thriller Christine (1983) van Stephen King en de animatiefilm Cars (2006) van Pixar in samenwerking met Disney.
De Nederlandse beeldend kunstenaar Joost Conijn is onder meer bekend van zijn 'Hout Auto'. In Amarillo, Texas, Verenigde Staten is als installatie in de openbare ruimte de 'Cadillac Ranch' (1974) te zien van de kunstenaars Chip Lord, Hudson Marquez en Doug Michels. De Duitse kunstenaar Helmut Dick maakte een video met daarop de reacties van het publiek in Den Haag op zijn rijdende installatie 'The Rising Dog': een witte Mercedes waaruit een Duitse herder uit het dak naar boven komt en weer verdwijnt. Zanger/kunstenaar Herman Brood beschilderde verschillende auto's, waaronder ook zijn eigen begrafenisauto.

#### Kunstenaar
De eerste vorm van customizing ontstond rond 1918, toen de kunstenares Sonia Delaunay haar auto beschilderde. Zij gebruikte het als een soort "aankleden" van de auto.
In de jaren vijftig werd het zogenaamde Pinstriping heel populair. Bekendste artiest in deze stroming was Kenneth Howard, bijgenaamd Von Dutch.

#### Fabrikant
Zodra de eerste auto's rond begonnen te rijden, begon de styling ook belangrijk te worden. De ontwikkeling van auto's is altijd hand in hand gegaan met de kunst. Het begon met de indeling van de auto: er moest bepaald worden waar de passagiersplaatsen zouden komen en waar de motor geplaatst zou worden. Het interieur werd daarna belangrijk, en ten slotte begon het exterieur van de auto ook mee te spelen.
Het was Alfred Sloan van General Motors die in de jaren twintig met het idee kwam om elk jaar een nieuw model te introduceren, dat er anders uitzag dan de voorgaande modellen, maar toch herkenbaar was.
Zie ook: conceptauto.

#### Eindgebruiker

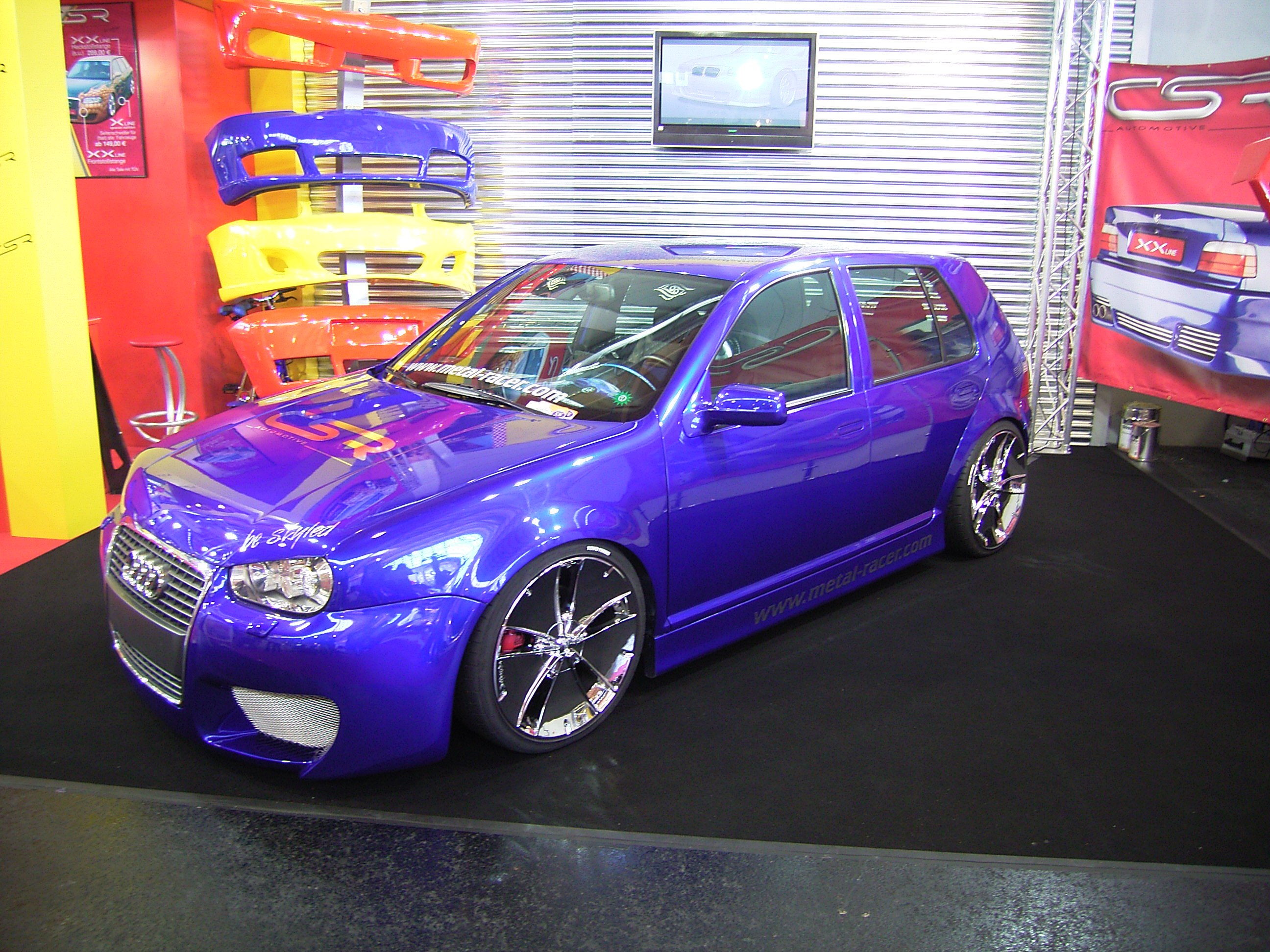
"gepimpte" Volkswagen Golf

In de Verenigde Staten van Amerika begon de misschien eerste autotrend, namelijk de lowrider. Het doel van lowrider was de auto zo laag mogelijk op de straat te krijgen. Aangezien dit illegaal is, moest men een systeem hebben om de auto's weer op de normale rijhoogte te krijgen. Hiervoor gebruikte men krachtige hydraulische cilinder. Uit deze trend ontstond het artistisch laten bewegen van de auto ("dansen").
Daarnaast is er de tuningbeweging, waarbij auto's opgesierd ("gepimpt") worden met spoilers, velgen en dergelijke.

### Architectuur

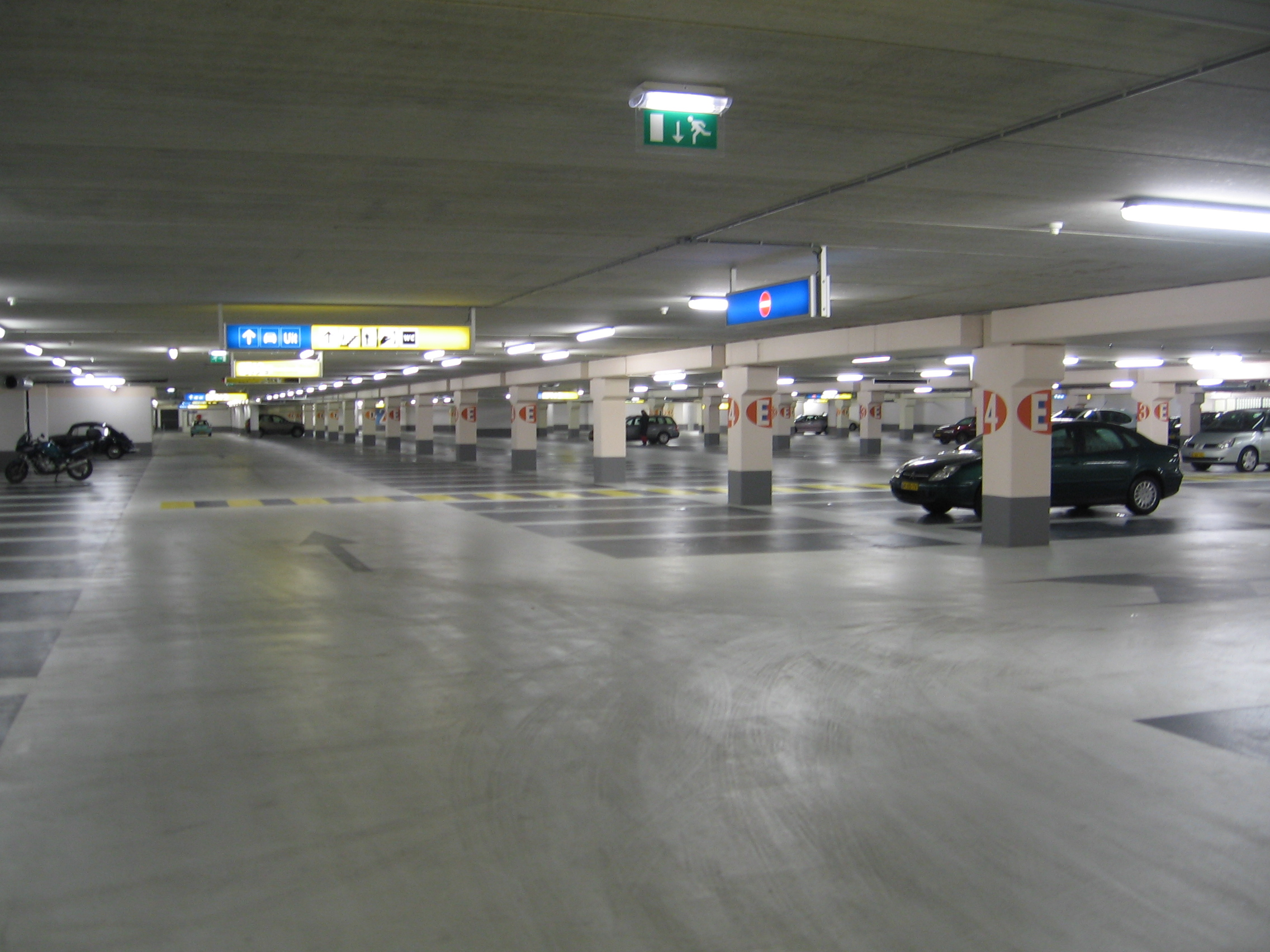
Parkeergarage in Delft

De auto heeft een grote invloed gehad op de architectuur. Zonder de auto hadden we bijvoorbeeld het begrip parkeergarage niet gehad. De auto zorgde voor motels, wegrestaurants, maar ook winkelcentra zijn ontwikkeld met het oog op de auto.
Architecten als Le Corbusier lieten hun werk vaak fotograferen met een auto, om aan te geven hoe modern het gebouw was. De auto werd een soort huiskamerobject, doordat garages bij huizen aangebouwd werden.

### Infrastructuur
De inrichting van de openbare ruimte zag er rond 1900 heel anders uit dan nu. Naast voetgangers bepaalden paard en wagen het straatbeeld. Aanvankelijk werd de auto dan ook niet als vervuiler gezien. De straten werden nou juist schoner door de verdringing van paarden: er lag niet langer overal paardenmest en er hoefden geen paardenkadavers meer te worden geruimd. Sinds die tijd zijn voetgangers verdrongen naar het trottoir, een smalle strook die tot aan de jaren tachtig steeds kleiner leek te worden, toen het begrip voetgangersgebied zijn intrede deed. In de Verenigde Staten werden dorpscentra "leeggezogen" door de auto, die naar de nieuwe motels en winkelcentra gingen. Steden en dorpen werden aangepast aan de auto, door brede lanen aan te leggen richting centrum, parkeerplaatsen etc. De auto gaf een impuls aan de suburbanisatie en desurbanisatie omdat men niet meer per se dicht bij het werk hoefde te wonen. Recentelijk is een omgekeerde trend zichtbaar: steden renoveren hun stadscentra, wonen in de stad wordt weer aantrekkelijk, en een auto wordt als minder noodzakelijk gezien. Ook weren steeds meer steden auto's uit hun centrum door het parkeeraanbod opzettelijk relatief laag te houden, de maximumsnelheid in bepaalde straten tot 30 km/u te verlagen, door het aanleggen van woonerven of doorgaand verkeer uit woonwijken te mijden, door het verkeer via ringwegen om de stad heen te leiden, of door hele gebieden tot voetgangerszone uit te roepen.

### Psychologie
De menselijke psyche werd door de auto veranderd. Afstanden werden kleiner en makkelijker overbrugbaar. Toen de auto steeds meer beschikbaar werd voor de "gewone man" zorgde het voor een gevoel van vrijheid bij de koper van dit voertuig. Het was deels een starter van de emancipatie (zo was de eerste persoon die daadwerkelijk een auto over een aanzienlijke afstand bestuurde een vrouw; Bertha Benz).

### Statussymbool
Voor veel autobezitters is een auto niet uitsluitend een vervoermiddel, maar ook een belangrijk statussymbool. Door zich met een dure wagen te verplaatsten maakt men duidelijk veel geld te bezitten. Merken die vaak als statussymbool gelden, zijn de Mercedes en de Rolls-Royce. De waarde van een auto als statusmiddel is in de afgelopen decennia echter sterk gedaald. Eerst in landen als Duitsland en de Verenigde Staten, maar sinds enkele jaren ook in Nederland. Steeds minder jongeren hebben een rijbewijs of auto, in Duitsland had anno 2012 minder dan 70% van de twintigers een rijbewijs.

### Verzamelobject of waardeinvestering
Bekende autoverzamelaars zijn sultan van Brunei Hassanal Bolkiah, sjeik Hamad Bin Hamdan Al Nahyan en televisieprogrammaproducent Jay Leno. Sommige collecties leidden tot een automuseum, zoals het automuseum in Drunen rondom de verzameling van Max Lips.
Als investering gaat het om uitzonderlijke exemplaren ten aanzien van luxe, snelheid, ouderdom of oplage.

### Gezondheid

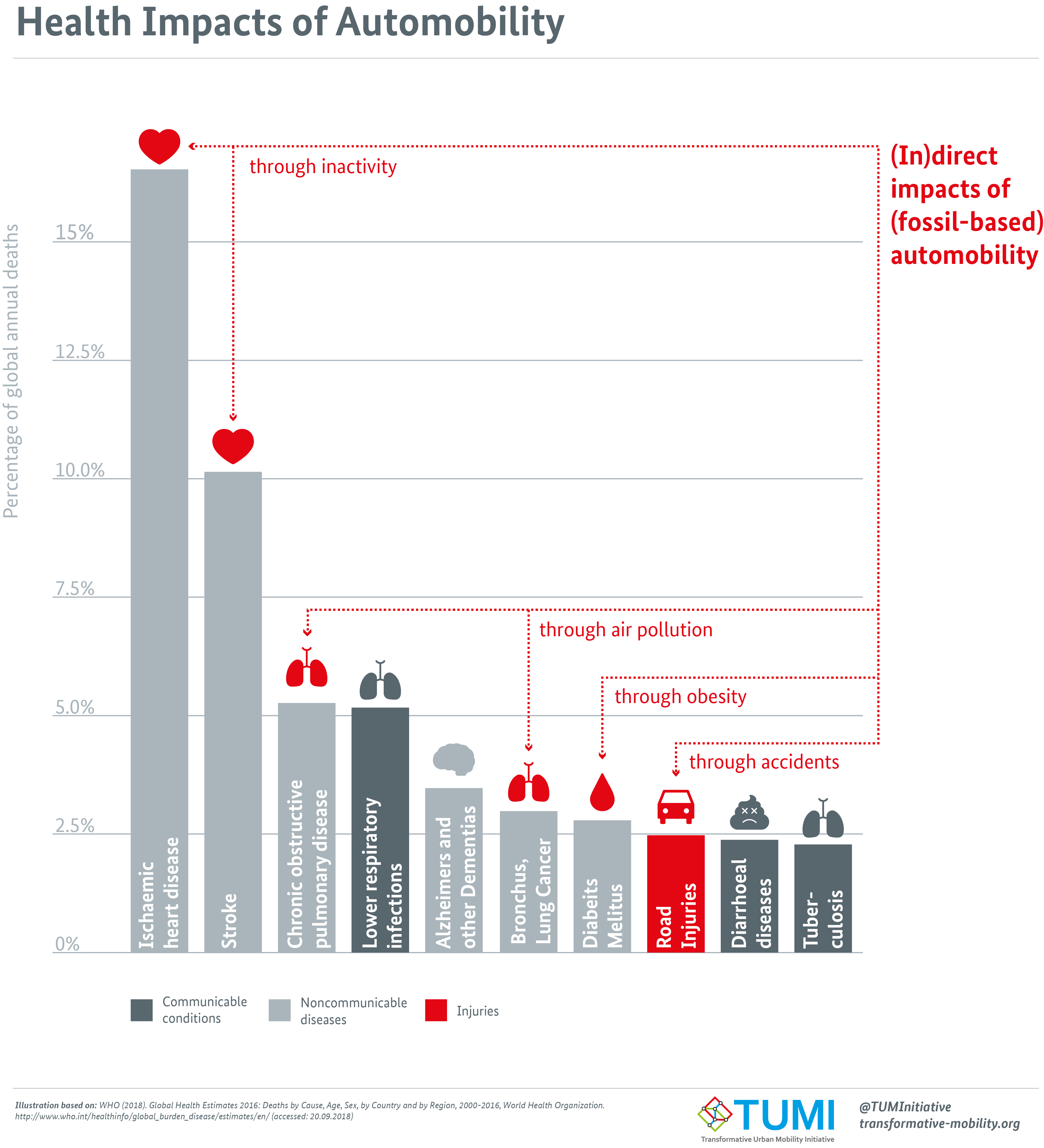
Gezondheidsimpact van autogebruik.

Auto's produceren tal van schadelijke luchtverontreinigende stoffen in hun uitlaat, zoals stikstofoxiden, fijn stof, ozon met lage atmosferische druk (indirect) en, in het geval van gelode brandstof, lood. Van deze verontreinigende stoffen is bekend dat ze verschillende ademhalings- en andere gezondheidsproblemen veroorzaken en auto's behoren tot de belangrijkste oorzaak van smog in moderne ontwikkelde wereldsteden. Externe kosten die kunnen voortvloeien uit het gebruik van auto's en vrachtwagens in het dagelijks leven zijn van verschillende aard (waaronder ook materiaalkosten zoals schade aan gebouwen en materialen), maar gezondheidskosten komen het meest voor. In dit geval kunnen auto's hart- en vaatziekten en luchtwegaandoeningen veroorzaken. Dergelijke kosten moeten door de samenleving als geheel worden betaald.

### Milieu
Auto's met een verbrandingsmotor verbruiken (vaak fossiele) brandstoffen en stoten schadelijke gassen uit, waaronder het broeikasgas CO2. Fossiele brandstoffen zijn eindig (dat wil zeggen op een gegeven moment zijn ze op), en broeikasgassen veroorzaken klimaatopwarming. De overheid probeert het gebruik van fossiele brandstoffen daarom te verminderen en promoot het gebruik van auto's met een lager brandstofverbruik, onder andere door de invoering van energielabels. Om het milieu minder te belasten wordt het gebruik van hybride en volledig elektrische auto's gestimuleerd door de overheid.
In 2018 lag de gemiddelde uitstoot van CO2/kilometer op 120,6 gram voor alle nieuwe verkochte auto's in de Europese Unie. Vooral in Oost-Europese landen lag het gemiddelde hier fors boven, maar ook in Luxemburg (131,4 g/km). In België lag het gemiddelde op 119,5 g/km en Nederland was met 105,5 g/km de laagste binnen de Unie. In 2007 lag het gemiddelde nog iets onder de 160 g/km en na een gestage daling bereikte de uitstoot een dieptepunt van minder dan 120 g/km in 2016. In 2017 en 2018 was sprake van een lichte stijging veroorzaakt door een relatieve toename van de verkopen van vervuilende voertuigen (>130 g/km) en een daling van schone voertuigen (<95 g/km).

## Levensduur
Auto's hebben een steeds langere levensduur. In 2006 werden in Nederland 226.000 auto's naar de sloop gebracht, dat is circa 3% van het totaal, waarvan 45% ouder dan 16 jaar was. In 2018 was 2,6% van het Nederlandse motorvoertuigenpark, of 242.000 voertuigen, naar een demontagebedrijf afgevoerd. Het gemiddelde leeggewicht van de voor sloop vrijgekomen personenauto's was 1021 kilogram. De gemiddelde leeftijd van de motorvoertuigen die in 2018 zijn gesloopt bedroeg 18,1 jaar (2012: 16,3 jaar).
Overigens is de export van gebruikte auto's nog groter: in 2006 verdwenen er 267.000 auto's naar het buitenland, waarvan de helft naar Oost-Europa. In 2018 kwam het totaal aantal uitgevoerde motorvoertuigen uit op 318.000 en deze waren gemiddeld 12 jaar oud.

## Voertuigbreedte en gewichtsontwikkeling in Nederland
In 1980 was de gemiddelde voertuigbreedte van personenauto's in Nederland 1,64 m, in 2007 was dit toegenomen tot 1,71 m. Het voertuiggewicht steeg in die periode van ongeveer 900 kg naar gemiddeld 1070 kg. De gemiddelde voertuighoogte steeg van 1,40 m naar 1,50 m. In tegenstelling tot de relatief gelijkmatige stijging van gemiddeld gewicht en voertuigbreedte, nam de gemiddelde voertuighoogte vooral toe tussen 1999 en 2005. Dit komt onder andere door een toename in de verkoop van zogenaamde ruimtewagens en terreinauto's. Door het gebruik van andere bouwmaterialen lijkt het gemiddelde gewicht van auto's sinds 2006 overigens weer iets te dalen.